# 邓小平传
《邓小平传》是邓小平的传记。

## 各种邓小平传
- 《邓小平传（1904-1974）》，中共中央文献研究室编，2014年出版。中共中央党史研究室、中国人民解放军军事科学院、当代中国研究所审阅全部书稿并提出修改意见。阅看书稿并提出修改意见的有逄先知、滕文生、金冲及、陈群等。[1]
- 《邓小平革命人生》，潘佐夫、梁思文著，台北：联经出版，2016
- 《邓小平传》，伊文思著，原名《邓小平和现代中国的形成》（Deng Xiaoping and the Making of Modern China）
- 《邓小平时代》，傅高义著，生活·读书·新知三联书店2013年出版，当年售出七十余万册
- 《邓小平传》，（匈牙利）巴拉奇·代内什著，阚思静、季叶译
- 《邓小平传》，（联邦德国）乌利·弗兰茨著；天力、李强译
- 《邓小平传》，（英）波那维亚（Bonavia，D.）著，1989
- 《邓小平传》，韩文甫著

## 评论
- 傅高义：《邓小平时代》大陆版“有个别人的名字被删去了，我认为这样处理是合适的。美国有人对大陆版的删节表示不理解，但我认为，这书能在中国出版，是重要的事，是好事。”[2]
- 李颖：“《邓小平传（1904—1974）》真实、生动、丰富地记述了邓小平从少年时代到‘文化大革命’中被打倒后复出工作这70年间的主要经历。”“不回避党内斗争，不回避邓小平的缺点和失误”。[3]
- 李君如：“《邓小平传（1904-1974）》的最大特点，是以实事求是的科学态度，把邓小平放到党的事业发展过程中去写，特别是放到历史转折中去写。”[4]
- 贾立臣等认为，《邓小平传（1904-1974）》“得到学术界的一致好评。但是，这部大传也存在若干严重的疏误，其中既有某些史实不准确或表述不严谨的问题，同时也存在图片选用错误或文字说明不贴切等问题。”[5]